# Grand Prix Formule 1 van San Marino 1993
De Grand Prix Formule 1 van San Marino 1993 werd gehouden op 25 april 1993 in Imola.

## Uitslag
| Positie | Nr | Rijder               | Team                  | Ronden | Tijd/Opgave     | Startplaats | Punten |
| ------- | -- | -------------------- | --------------------- | ------ | --------------- | ----------- | ------ |
| 1       | 2  | Alain Prost          | Williams-Renault      | 61     | 1:33:20.413     | 1           | 10     |
| 2       | 5  | Michael Schumacher   | Benetton-Ford         | 61     | +32.410         | 3           | 6      |
| 3       | 25 | Martin Brundle       | Ligier-Renault        | 60     | +1 ronde        | 10          | 4      |
| 4       | 30 | JJ Lehto             | Sauber                | 59     | Motor           | 16          | 3      |
| 5       | 19 | Philippe Alliot      | Larrousse-Lamborghini | 59     | +2 rondes       | 14          | 2      |
| 6       | 24 | Fabrizio Barbazza    | Minardi-Ford          | 59     | +2 rondes       | 25          | 1      |
| 7       | 22 | Luca Badoer          | Lola-Ferrari          | 58     | +3 rondes       | 24          |        |
| 8       | 12 | Johnny Herbert       | Lotus-Ford            | 57     | Motor           | 12          |        |
| 9       | 10 | Aguri Suzuki         | Arrows-Mugen-Honda    | 54     | +7 rondes       | 21          |        |
| NF      | 11 | Alessandro Zanardi   | Lotus-Ford            | 53     | Gespind         | 20          |        |
| NF      | 29 | Karl Wendlinger      | Sauber                | 48     | Motor           | 5           |        |
| NF      | 8  | Ayrton Senna         | McLaren-Ford          | 42     | Hydrauliek      | 4           |        |
| NF      | 27 | Jean Alesi           | Ferrari               | 40     | Koppeling       | 9           |        |
| NF      | 23 | Christian Fittipaldi | Minardi-Ford          | 36     | Stuurinrichting | 23          |        |
| NF      | 7  | Michael Andretti     | McLaren-Ford          | 32     | Gespind         | 6           |        |
| NF      | 9  | Derek Warwick        | Arrows-Mugen-Honda    | 29     | Gespind         | 15          |        |
| NF      | 3  | Ukyo Katayama        | Tyrrell-Yamaha        | 22     | Motor           | 22          |        |
| NF      | 0  | Damon Hill           | Williams-Renault      | 20     | Remmen          | 2           |        |
| NF      | 20 | Érik Comas           | Larrousse-Lamborghini | 18     | Motor           | 17          |        |
| NF      | 4  | Andrea de Cesaris    | Tyrrell-Yamaha        | 18     | Versnellingsbak | 18          |        |
| NF      | 14 | Rubens Barrichello   | Jordan-Hart           | 17     | Gespind         | 13          |        |
| NF      | 28 | Gerhard Berger       | Ferrari               | 8      | Versnellingsbak | 8           |        |
| NF      | 15 | Thierry Boutsen      | Jordan-Hart           | 1      | Versnellingsbak | 19          |        |
| NF      | 26 | Mark Blundell        | Ligier-Renault        | 0      | Ongeluk         | 7           |        |
| NF      | 6  | Riccardo Patrese     | Benetton-Ford         | 0      | Gespind         | 11          |        |
| NQ      | 21 | Michele Alboreto     | Lola-Ferrari          |        |                 |             |        |

## Wetenswaardigheden
- JJ Lehto's wagen viel stil door motorproblemen maar hij wist wel zijn vierde plaats te behouden.

## Statistieken
| Pole-position | Alain Prost | Williams-Renault | 1:22.070 |
| Snelste ronde | Alain Prost | Williams-Renault | 1:26.128 |

## Noot
- Dit was de tiende podiumplaats voor Michael Schumacher.

1981 · 1982 · 1983 · 1984 · 1985 · 1986 · 1987 · 1988 · 1989 · 1990 · 1991 · 1992 · 1993 · 1994 · 1995 · 1996 · 1997 · 1998 · 1999 · 2000 · 2001 · 2002 · 2003 · 2004 · 2005 · 2006